# Classic Controller
Classic Controller — игровой контроллер для Nintendo Wii.

## Classic Controller
Шнур выступает из нижней части контроллера и подключается к Wii Remote для работы, существует конфигурация с разъемом под контроллер GameCube, они подключаются непосредственно в Wii . Classic Controller содержит слоты на его задней стороне, открываются они с помощью прямоугольной кнопки в верхней части контроллера. Размер Classic Controller 65,7 мм в длину, 135.7 мм в ширину и 26 мм в толщину. Производство Classic Controller остановлено из-за выпуска Classic Controller Pro.

## Classic Controller Pro
26 февраля, 2009 года, Nintendo показали Classic Controller Pro на японском веб-сайте. Он действует так же, как оригинальный японский Classic Controller, за исключением кнопок L и R. Их сделали менее скользящими.